# Burnt Store Marina
Burnt Store Marina es un lugar designado por el censo ubicado en el condado de Lee en el estado estadounidense de Florida. En el Censo de 2010 tenía una población de 1793 habitantes y una densidad poblacional de 509,4 personas por km².

## Geografía
Burnt Store Marina se encuentra ubicado en las coordenadas 26°46′1″N 82°3′5″O / 26.76694, -82.05139. Según la Oficina del Censo de los Estados Unidos, Burnt Store Marina tiene una superficie total de 3.52 km², de la cual 2.76 km² corresponden a tierra firme y (21.49%) 0.76 km² es agua.

## Demografía
Según el censo de 2010, había 1793 personas residiendo en Burnt Store Marina. La densidad de población era de 509,4 hab./km². De los 1793 habitantes, Burnt Store Marina estaba compuesto por el 98.83% blancos, el 0.06% eran afroamericanos, el 0.11% eran amerindios, el 0.5% eran asiáticos, el 0.06% eran isleños del Pacífico, el 0.11% eran de otras razas y el 0.33% pertenecían a dos o más razas. Del total de la población el 1.56% eran hispanos o latinos de cualquier raza.